# Carbokation
En carbokation er en ion med et positivt ladet kulstofatom. Blandt de simpleste eksempler på carbokationer er methenium (CH+3), methanium (CH+5) og ethanium (C2H+7). Nogle carbokationer har to eller flere positive ladninger, enten på samme kulstofatom eller på forskellige atomer; f.eks. ethyldikationen (C2H2+4).
Frem til begyndelsen af 1970'erne blev alle carbokationer kaldt carboniumioner. I moderne kemi er en carbokation en hvilken som helst ion med et positivt ladet kulstofatom, og de inddeles i to hovedtyper efter valensen af det ladede kulstofatom: Carbeniumioner (protoniserede carbener) har tre bindinger, carboniumioner (protoniserede alkaner) fem eller seks. Denne nomenklatur blev foreslået af den ungarsk-amerikanske kemiker George Andrew Olah. Carbokationer stabiliseres ved delokalisering af den positive ladning, f.eks. ved hyperkonjugering (det fænomen, at sigmabindingselektroner delt mellem det positivt ladede kulstofatom og atomer bundet hertil kan bevæge sig ind i den tomme p-elektronskal på kulstofatomet, hvorved den positive ladning spredes over flere atomer).